# Schliefbach
Der Schliefbach oder Schlifbach ist ein etwas über 91⁄2 Kilometer langer, südlicher und rechter Zufluss des Birsigs in den Schweizer Kantonen Solothurn und Basel-Landschaft.

## Geographie

### Verlauf

#### Kleiner Chälengraben
Der Schliefbach entspringt auf einer Höhe von etwa 728 m ü. M. als Kleiner Chälengraben auf der Hofstetter Bergmatte. Der Kleine Chälengraben fliesst von dort durch die Kleine Kehlengrabenschlucht zum Ortsteil Hofstetten der Solothurner Gemeinde Hofstetten-Flüh, ist dort eingedolt und erscheint westlich des Friedhofs Hofstetten bei der Flühstrasse wieder an der Oberfläche. Nach dem Verlassen des Dorfs wird der Schliefbach nun Flühbach genannt.

#### Flühbach

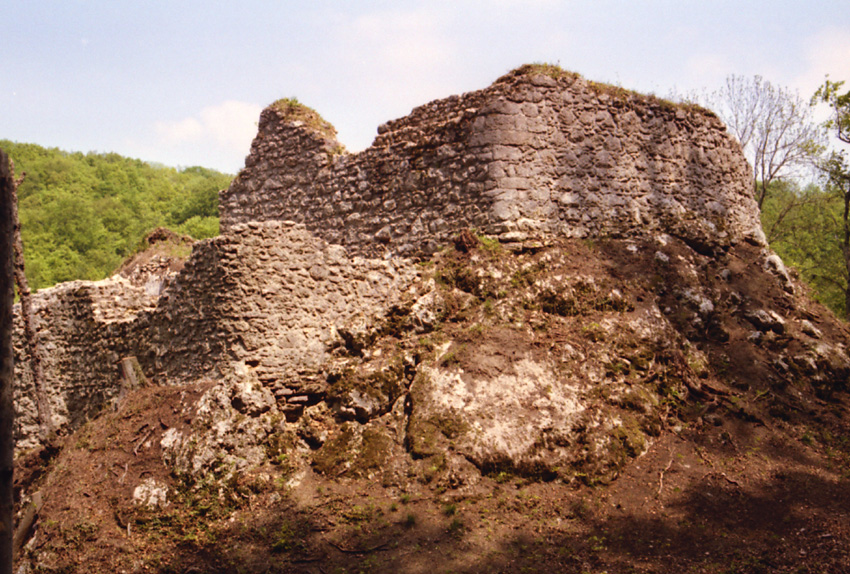
Die Ruine Sternenberg

Der Flühbach wird gleich danach auf seiner linken Seite vom Chälengraben gespeist, fliesst dann in nordwestlicher Richtung im Mülital durch Weideland an der auf seiner linken Seite stehenden Ruine Sternenberg vorbei und erreicht nach etwa 600 Metern den Ortsteil Flüh, wo er am Ortseingang einst die Flühenmühle betrieb. Dort zweigt auf seiner linken Seite der eingedolte Kanal Flühmühle ab. Kurz darauf fliesst ihm auf der gleichen Seite das Talbächli zu, das bei der Burg Rotberg in der Gemeinde Metzerlen-Mariastein entspringt.
Der Flühbach läuft dann in nördlicher Richtung am Westfuss des 551 m ü. M. hohen Flühbergs, auf dem sich eine prähistorische Wehranlage befindet, durch die Ortschaft, stösst danach im Norden des Dorfs an die französische Grenze und bildet darauf auf einem Abschnitt von 100 Metern die Landesgrenze zwischen der Gemeinde Bättwil in der Schweiz und der Gemeinde Leymen in Frankreich. Ab Bättwil heisst das Gewässer Haugraben.

#### Haugraben
Der Haugraben zieht nun ostnordostwärts zunächst zwischen den Fluren Obere Ackermatten auf der linken Seite und Winkelmatten auf der rechten am Nordrand von Bättwil entlang. Danach fliesst er zwischen den Fluren Nidere Ackermatten im Norden und Langmatten im Süden durch Getreide-, Hackfruchtfelder und Wiesen. Er unterquert nun die Hauptstrasse 274, dort auch Benkenstrasse genannt und passiert dabei die Gemeindegrenze von Bättwil nach Witterswil, wo er den Namen Binnbach bekommt.

#### Binnbach
Der Binnbach fliesst nun in der Flur Aumatten in Richtung Osten nördlich am Technologiezentrum Witterswil (TZW AG) vorbei und durchfliesst dann die Flur Binnmatten. Bei der Flur Grossmatten wechselt er über die Grenze von Solothurn nach Basel-Landschaft, wobei er die Gemeinde Witterswil verlässt und auf das Gebiet der politischen Gemeinde Therwil übertritt. Ab dort trägt er den Namen Schliefbach.

#### Schliefbach
Etwas bachabwärts fliesst der Schliefbach in der Flur Schlifmatte weiterhin ostwärts durch Felder und Wiesen südlich am Schliefhof vorbei. Bei der Flur Spreuermatte zweigt auf seiner linken Seite der Obere Mühlbach ab und ein wenig später wird der Schliefbach auf der anderen Seite vom Grossmattbach verstärkt. Der Schliefbach wendet sich nun nach Nordosten und erreicht den Ort Therwil. Nach gut 300 Metern spaltet sich auf seiner rechten Seite das Griengrubenbächli ab und kurz danach fliesst auf der gegenüberliegenden Seite der Obere Mühlbach in den Schliefbach wieder zurück. Der Schliefbach läuft nun parallel zur Schulgasse durch Therwil in Richtung Norden. Südlich der Benkenstrasse zweigt auf der rechten Seite, der Dorfbach ab, der etwas später das Griengrubenbächli aufnimmt und dann in den Marchbach mündet. Der Schliefbach wechselt dort zum letzten Mal seinen Namen und heisst nun bis zur Mündung Mülibach.

#### Mülibach
Der Mülibach fliesst nun gut einen halben Kilometer weiterhin in Richtung Norden durch Therwil, knickt dann im rechten Winkel nach Westen ab, um nach 100 Metern wieder seinen alten Kurs einzuschlagen und mündet schliesslich etwa 300 Meter später auf einer Höhe von auf ungefähr 298 m ü. M. von rechts in den aus dem Westen heranziehenden Birsig.
Der insgesamt 9,56 km lange Lauf des Schliefbachs endet ungefähr 430 Höhenmeter unterhalb der Quelle seines Oberlaufs Kleiner Chälengraben, er hat somit ein mittleres Sohlgefälle von circa 45 ‰.

### Einzugsgebiet
Das 13,89 km² grosse Einzugsgebiet des Schliefbachs liegt im Juragebirge und wird durch ihn über den Birsig und den Rhein zur Nordsee entwässert.
Es besteht zu 35,2 % aus bestockter Fläche, zu 48,9 % aus Landwirtschaftsfläche, zu 15,6 % aus Siedlungsflächen und zu 0,1 % aus unproduktiven Flächen.
Flächenverteilung
Die mittlere Höhe des Einzugsgebietes beträgt 509,3 m ü. M.

### Zuflüsse und Abzweigungen
Von der Quelle zur Mündung. Abschnittsnamen in Fettdruck
Kleiner Chälengraben
- Keine Zuflüsse

Flüebach
- Chälengraben[9] (links), 2,2 km
- Talbächli[10] (links), 2,3 km, 4,0 km²

Haugraben
- Keine Zuflüsse

Binnbach
- Keine Zuflüsse

Schliefbach
- Oberer Mühlbach[14] (linke Abzweigung)
- Grossmattbach[15] (rechts), 1,1 km
- Griengrubenbächli[16][17] (rechte Abzweigung)
- Oberer Mühlbach[18] (Rücklauf von links)
- Dorfbach[19][20] (Hinterwegbach[21]) (rechte Abzweigung)

Mülibach (Unterer Mühlbach)
- Keine Zuflüsse